# Nadine de Rothschild
Nadine de Rothschild (de soltera Nadine Nelly Jeannette Lhopitalier; San Quintín, 18 de abril de 1932) es una escritora y actriz retirada francesa. Es la viuda del banquero Edmond Adolphe de Rothschild, miembro de la familia Rothschild. Tuvo una carrera como actriz durante los años 1950 bajo el seudónimo de Nadine Tallier.

## Biografía
Nació como Nadine Lhopitalier en San Quintín, Aisne, Francia. Nunca conoció a su padre. A los 14 años dejó la casa de su madre y trabajó en una fábrica de Peugeot.
Dos años después, a los 16, se convirtió en modelo del pintor Jean-Gabriel Domergue, un socialité que le abrió la puerta al mundo del teatro y el cine. En 1952, comenzó su carrera como actriz bajo el seudónimo de Nadine Tallier y desempeñó varios papeles desde 1952 hasta 1964. Su actuación más notable fue quizás en Les Grandes Familles (1958), donde su personaje usa una picardías traslúcida que da la apariencia de que hace toples.
En 1962, dos años antes de terminar su carrera en el cine, se casó con Edmond Adolphe de Rothschild de la rama francesa de la familia Rothschild. En ese momento, Edmond era presidente y propietario principal del Grupo Edmond de Rothschild, un grupo bancario privado con sede en Ginebra, Suiza. Aunque fue criada como católica, se convirtió al judaísmo afirmando: «No hubiera sido posible tener el nombre de Rothschild y ser católica... Tampoco sería correcto que el hijo de un Rothschild fuera mitad judío y mitad católico». Tuvieron un hijo nacido en 1963, Benjamin de Rothschild (1963-2021), poco después de su matrimonio. Tras la muerte de su marido en 1997, David Rockefeller le propuso matrimonio, pero ella se negó.
Lhopitalier usó el título nobiliario de su esposo (baronesa), otorgado a la familia Rothschild bajo el Segundo Imperio Francés. Escribió un libro sobre modales (Le Bonheur de Séduire l'Art de Réussir) y su autobiografía (La baronne rentre à cinq heures). Además, Lhopitalier proporcionó algunas reseñas en la prensa sobre el mismo tema. En 2004, abrió la Academia Internacional de Estilo de Vida Nadine de Rothschild en Ginebra, Suiza.
En 2014, poseía el 17% del capital del holding y el 7% de los derechos de voto de Edmond de Rothschild Group. En desacuerdo con su nuera Ariane de Rothschild, transfirió su parte de la fortuna familiar al banco privado suizo Pictet en 2014 y 2019.

## Filmografía
- Mission à Tanger (1949) como Mujer joven en el cabaret (sin créditos).
- Au royaume des cieux (1949) como Residente de la Maison Haute Mère.
- Quai de Grenelle (1950) (sin créditos).
- Caroline chérie (1951) como doble de cuerpo de Martine Carol (sin créditos).
- Boniface somnambule (1951) como Ginette, vendedora en las tiendas Berthès (sin créditos).
- Le passage de Vénus (1951) como Gisèle.
- Parigi è sempre Parigi (1951) como Nadine, chica de la tienda (sin créditos).
- Coiffeur pour dames (1952) como Mlle. Mado.
- Ouvert contre X... (1952) como Amélie - la criada (sin créditos).
- Manina, la fille sans voiles (1952) como Mathilda (as N. Tallier).
- Les enfants de l'amour (1953) como Lulu.
- Femmes de Paris (1953) como Poupette, presentadora del espectáculo.
- Si Versailles m'était conté (1954) como Dama de la corte (sin créditos).
- Ma petite folie (1954) como Suzanne.
- Les hommes ne pensent qu'à ça (1954) como Mujer en su bañera.
- Madame Du Barry (1954) como Loque.
- Les impures (1954) como una niña (sin créditos).
- Chantage (1955) como Janine - la fotógrafa.
- Vous pigez? (1955) como Amanda.
- Les truands (1957) como una mujer de Jim.
- Le long des trottoirs (1956) como Nadine - una húesped.
- Ce soir les jupons volent... (1956) como Tania, la reemplazante de Catherine.
- Fernand cow-boy (1956) como Any.
- En effeuillant la marguerite (1956) como Magali.
- Folies-Bergère (1956) como Sonia.
- L'homme et l'enfant (1956) como Pitel.
- Notre-Dame de Paris (1956) como Niña en la 'Corte de los Milagros' (sin créditos).
- Cinq millions comptant (1957) como Céleste.
- Miss Catastrophe (1957) como Arlette.
- Comme un cheveu sur la soupe (1957) como Juliette.
- Donnez-moi ma chance (1957) como Kiki.
- En bordée (1958) como Mugette.
- Cigarettes, Whisky et P'tites Pépées (1958) como Arlette.
- Girls at Sea (1958) como Antoinette.
- Les Grandes Familles (1958) como Sylvaine.
- Los cobardes (1959) como María.
- Visa pour l'enfer (1959) como Clémentine.
- The Treasure of San Teresa (1959) como Zizi.
- Deuxième bureau contre terroristes (1961) como Claire.

## Obras como escritora
- La Baronne rentre à cinq heure (con la colaboración de Guillemette de Sairigné), París: Jean-Claude Lattès, 1984. 255 p. + 16 f. de planches.
- Heureuse et pas fâchée de l'être, autobiografía, París: Éditions de la Seine, coll. «Éxito del libro», 1987. 221 págs. + 16 pág. de planchas (ISBN 2-7382-0007-9 )
- Parlez-moi d'amour, París: Fixot, 1989. 243 p. + 8 pág. de planchas (ISBN 2-87645-051-8 )
- Natara, romana, París: Fixot, 1994. 343 p. (ISBN 2-87645-190-5 )
- Femme un jour, femme toujours (savoir-vivre), París: Fixot, 1997. 284 p. + 8 pág. de planchas (ISBN 2-221-08464-0 )
- L'amour est affaire de femmes, París: Robert Laffont, 2001. 285 págs. + 16 pág. de planchas (ISBN 2-221-09345-3 )
- Le bonheur de séduire, l'art de réussir: le savoir-vivre du XXIe siècle, París : Robert Laffont, 2001. 436 p. + 8 pág. de planchas (ISBN 2-221-09595-2 ). Edición de revista y aumento de un ouvrage paru en 1991 sous le titre « Le bonheur de séduire, l'art de réussir : saber vivir aujourd'hui ».
- Jours heureux à Quiberon, Neuilly-sur-Seine: Michel Lafon, 2002. 160 p. (ISBN 2-84098-780-5 ).
- Sur les chemins de l'amour, París: Robert Laffont, 2003. 327 págs. + 16 pág. de planchas (ISBN 2-221-09836-6 ).
- Megève, un roman d'amour, París: Albin Michel, 2004. 299 p. + 8 pág. de planchas (ISBN 2-226-15519-8 ).
- Les hommes de ma vie, París: Albin Michel, 2007 (ISBN 978-2226176134 )
- Réussir l'éducation de nos enfants, con Arsène Bouakira, Lausana-París: Favre, 2009 (ISBN 978-2828910716 )
- Ma philosophie... d'un boudoir à l'autre, París: Albin Michel, 2010 (ISBN 978-2-226-19304-9 )